# Gigantotermia
Per gigantotermia od omeotermia ectotermica s'intende il processo di aumento delle dimensioni e del compattamento della forma del corpo di organismi ectotermici, al fine di meglio conservare il calore.
Le grandi dimensioni e la corporatura massiccia aiutano infatti a mantenere più costante la temperatura del corpo, in quanto viene ridotto il rapporto fra il volume del corpo e la superficie esposta all'ambiente esterno, rendendo più lenti i processi di aumento e diminuzione della temperatura corporea. In tal modo, l'animale svincola in una certa misura la temperatura corporea da quella esterna, potendo così avere tassi metabolici paragonabili a quelli degli organismi endotermi.
Il fenomeno della gigantotermia è ben documentato in biologia. Fra gli animali viventi che esibiscono questa caratteristica vi sono lo squalo bianco e la tartaruga liuto.